# Użhorodzki Uniwersytet Narodowy
Użhorodzki Uniwersytet Narodowy (ukr. Ужгородський національний університет, УжНУ) – ukraińska szkoła wyższa w Użhorodzie założona 19 lipca 1945 roku, będąca najstarszą uczelnią w mieście. Kształcenie prowadzone jest w 24 kierunkach i 41 specjalnościach na 18 fakultetach i instytutach. Uczelnia została założona jako Użhorodzki Uniwersytet Państwowy (ukr. Ужгородський державний університет) z następującymi wydziałami: Historii, Filologii, Biologii i Medycyny. 19 października 2000 roku Uniwersytet otrzymał obecną nazwę.